# Gardes wallonnes
Pour l'unité paramilitaire rexiste, voir Gardes wallonnes (rexisme).
Les Gardes wallonnes sont un ancien corps d'infanterie, créé en 1537 par Charles Quint, sous le nom de régiment d'infanterie wallonne, recruté principalement dans la partie wallonne des Pays-Bas espagnols. Cette unité d'élite, chargée notamment de la sécurité intérieure en Espagne, fut incorporée à la Garde royale espagnole en 1703, avant d'être dissoute en 1822.

## Historique

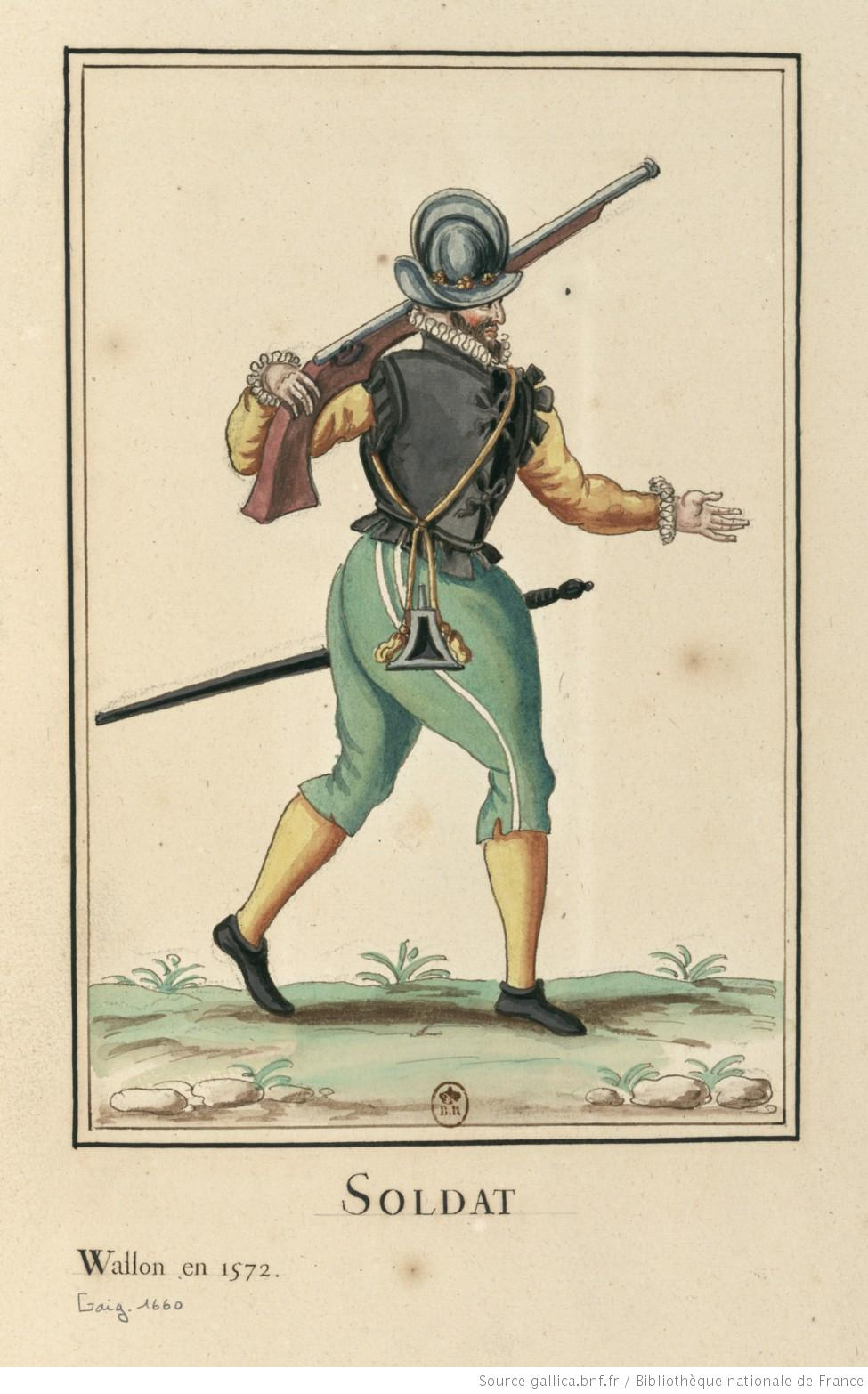
Soldat wallon en 1572

Dans les armées cosmopolites espagnoles du XVIe siècle, les unités étaient constituées d'après leur langue usuelle. L'armée espagnole comptait donc des soldats de quatre « nationalités » différentes : des régiments espagnols (originaires de la péninsule ibérique), des régiments italiens (issus de la péninsule italienne), des régiments wallons (issus de la partie romane des Pays-Bas méridionaux), des régiments allemands (issus de Flandre et des possessions germanophones de la couronne espagnole). 
C'est au cours de la Succession d'Espagne en 1702 — à l'instigation de Louis XIV, qui veut assurer l'autorité de son petit-fils Philippe V — que voit le jour un régiment de Gardes royales wallonnes, unité d'élite de la garde royale espagnole. Ses soldats étaient recrutés essentiellement dans les Comtés de Hainaut et de Namur ainsi qu'en Principauté de Liège. Leur bannière portait un Lion, symbole de la féodalité en opposition à l'Aigle centralisateur. 

« On tira de chaque Régiment Espagnol de Cavalerie & de Dragons 14 hommes, pour être envoyés en Espagne, afin d'y former pour le Roi, une compagnie de Gardes Wallonnes, dont le Général Prince Tilli Tserclas doit être capitaine. »

En 1703, les premiers bataillons prennent le chemin de l'Espagne pour participer aux grands combats de l'armée espagnole en Europe et aux Amériques. 
Le bureau de recrutement, installé à Liège, envoie de 400 à 600 hommes par an, recrutés exclusivement aux Pays-Bas, jusqu'en 1772. Les recrues doivent être âgées de 17 à 40 ans, avoir une taille de 5 pieds 5 pouces et appartenir à une famille honorable. La durée d'un engagement était de six ans en temps de paix, et de cinq ans en temps de guerre

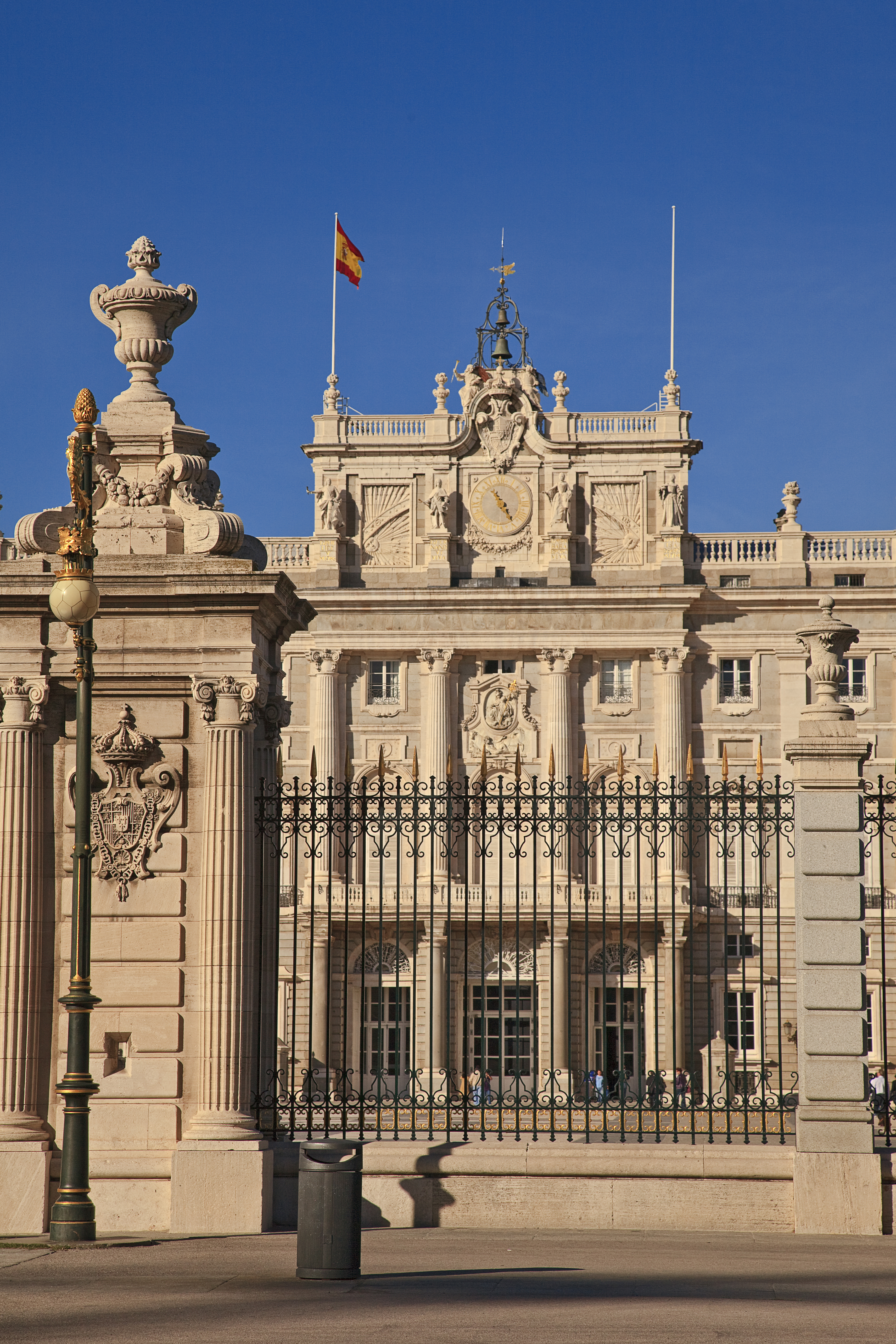
Les Gardes Wallonnes repoussent le 24 mars 1766 une tentative d'invasion du Palais royal de Madrid.

En mars 1766, lors de la Révolte contre Esquilache, les Gardes wallonnes se portent à la défense du ministre de Charles III. Alors que des émeutiers tentaient d'entrer dans le Palais royal, les Gardes ouvrent le feu et tuent une femme. Cela a pour effet d'accroître la colère de la foule, qui demande au Roi la dissolution des Gardes. Mais celui-ci reviendra sur sa promesse et augmentera la solde des Gardes en juin 1767.
En 1775, trois bataillons des Gardes wallonnes (soit 2100 hommes) sont mobilisés pour lutter contre les pirates algériens qui infestaient la Méditerranée. Leur flotte débarque dans la baie d'Alger mais doit se replier après avoir perdu près du tiers de ses hommes.
De 1779 à 1783, plusieurs bataillons des Gardes wallonnes participent au siège de Gibraltar, mais sans toutefois réussir à emporter la place. À l'issue du conflit avec l'Angleterre, l'Espagne recouvre cependant Minorque et la Floride par le traité de Paris.
Les Gardes wallonnes participèrent à la guerre d'indépendance espagnole et se distinguèrent notamment lors de la bataille de Burgos en 1808. Les historiens espagnols commémorent cette bataille, en mémoire de la vaine bravoure des régiments de la Garde et des régiments wallons, commandés par Don Vicente Genaro de Quesada. Formant l'arrière-garde des lignes espagnoles éclatées, ces troupes soutinrent des charges répétées de la cavalerie du général Lasalle sans céder un pouce de terrain, au prix d'un massacre des Français aussi bien que des Espagnols. Des 307 hommes de l'arrière-garde, seulement 74 survécurent, couverts de sang, les uniformes en haillons, les baïonnettes tordues et émoussées. On dit que Bessières rendit lui-même son épée à Quesada et fit panser ses blessures à l'hôpital de campagne français. Le régiment ne fut dissous qu'en 1822. 
Pendant la majeure partie de leur histoire, les Gardes wallonnes accueillirent à leur tête comme officiers une bonne partie de la haute noblesse.

## Colonels/chef-de-corps

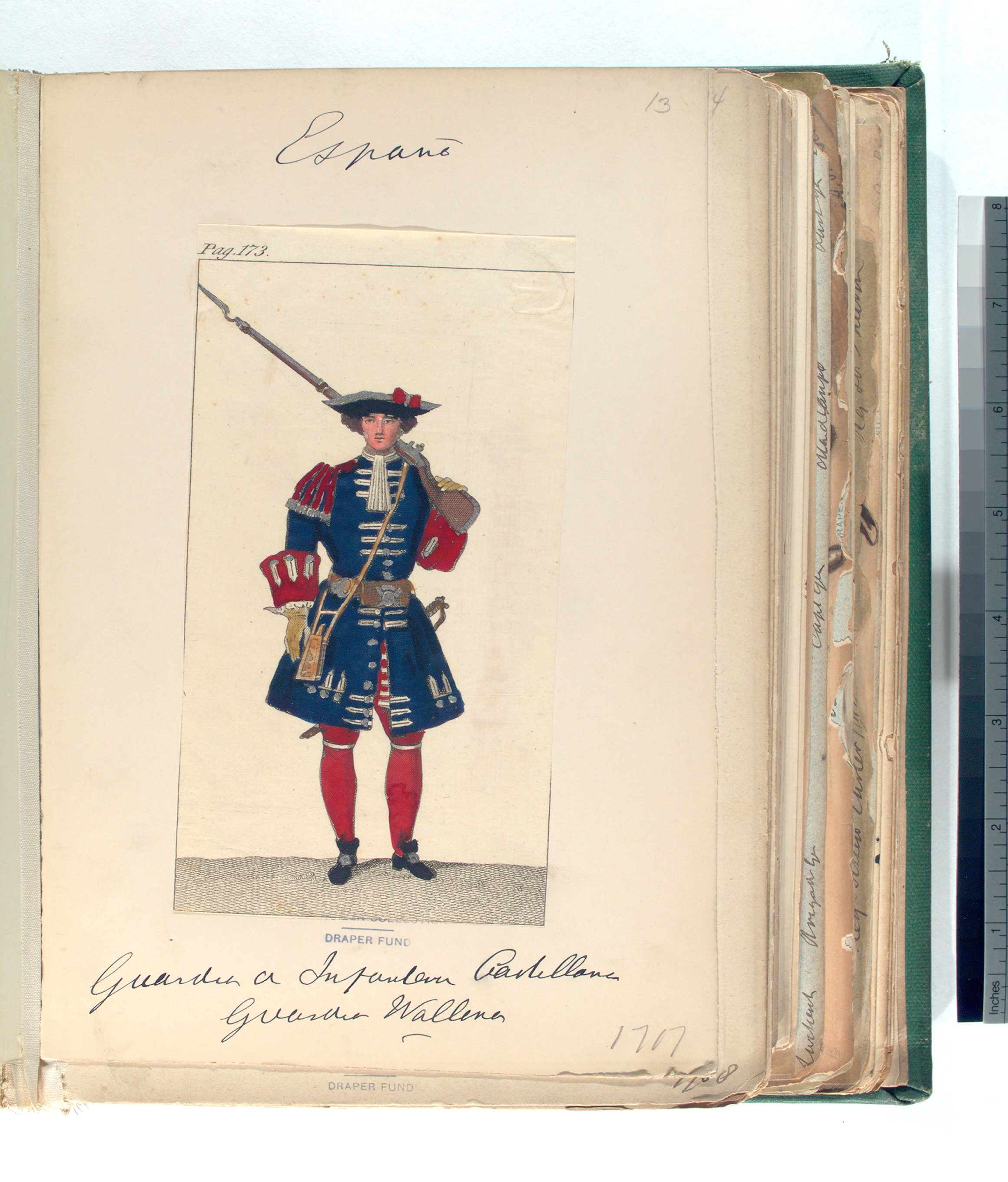
Garde wallonne en 1717

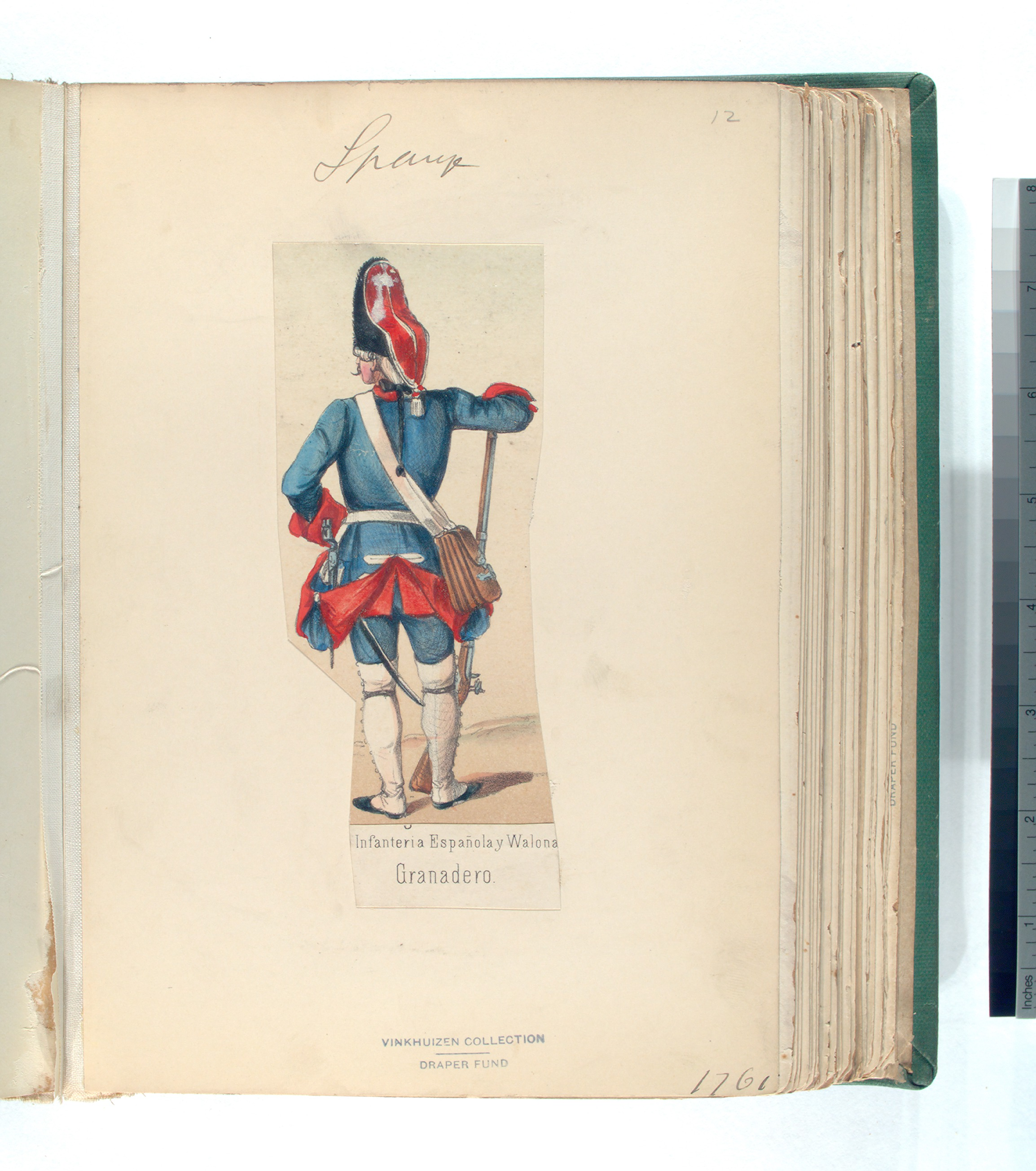
Grenadier wallon en 1761

- Philippe François de Croÿ d'Havré (1610-1650)
- Charles II Antoine de Croÿ (1683-1710)
- Guillaume de Melun (1670-1735), marquis de Richebourg, colonel en 1726
- Jean-Just Ferdinand Joseph de Croÿ (1716-1790), colonel en 1755
- Antoine-Joseph, comte de Saintignon (1720-1779), général propriétaire du régiment de dragons wallons Saintignon-dragons de 1759 à 1779
- Claude-Anne de Rouvroy de Saint-Simon en 1825
- Vicente Genaro de Quesada en 1808
- Charles de Villegas, chevalier d'Estaimbourg [9], nommé en 1787 lieutenant-colonel avec grade de lieutenant-général aux gardes wallones.
- Léandre Desmaisières

## Personnalités ayant servi aux Gardes wallonnes
- Jean-Pierre de Beaulieu, (1794-) (régiment Vierset au service de l'Autriche)
- Louis de Belzunce dit le Chevalier de Belzunce
- Charles-Albert de Billehé, (1763-1794) (propriétaire régiment Vierset au service de l'Autriche)
- Constantinus Jacobus Augustinus de Caigny (1712-1776), entré aux Gardes wallonnes en 1734; enseigne de grenadiers en 1737; sous-lieutenant en 1738; fit les campagnes d'Italie; devint sous-aide major en 1744 ; aide-major en 1746 ; lieutenant des grenadiers en 1755 ; capitaine des fusiliers en 1760 ; agrégé à Barcelone en 1770 avec autorisation de résider en Flandres.
- Ambroise-Joseph de Herzelles (1680-1759), engagé dans les gardes wallonnes de Philippe V ;
- Jean-Bonnaventure Thierry du Mont, comte de Gages (1682-1753), lieutenant à la création du régiment des Gardes wallonnes
- Charles-Eugène (des marquis) de la Puente (1755-1835) était en 1777 enseigne au régiment de Vierset[10] et gouverneur militaire de Damme
- Philippe-Godefroid van der Vekene (?-1739), Capitaine de Grenadiers au régiment des Gardes Wallones[11].
- Alexandre Louis Hyacinthe Joseph Lespagnol (1767-?), enseigne aux gardes wallonnes en 1785[12].
- Joseph-Jean-Marie de Potesta-Montigny de Waleffes, (1773-1851), entré aux Gardes wallonnes en 1790[13]
- Teodoro de Croix[14]
- 9 membres de la famille d'Huart sont cités par le colonel Guillaume.

## Dans la fiction
Les Gardes wallonnes sont évoquées dans le roman Manuscrit trouvé à Saragosse (1810) du comte polonais Jean Potocki, dont le héros, Alphonse van Worden, est nommé capitaine dans ce régiment dont son père était colonel. C'est cette nomination qui lui fait entamer le périple qui sera cause de toutes ses aventures.
Dans le roman L’œuvre au noir de 1968 qui décrit la vie d'un médecin alchimiste de Bruges, Marguerite Yourcenar évoque plusieurs fois le rôle de police des Gardes Wallonnes aux Pays-Bas espagnols.

## Sources et bibliographie
- Thomas Glesener, L'empire des exilés : Les Flamands et le gouvernement de l'Espagne au XVIIIe siècle, Casa de Velázquez, 2017, 352 p. (lire en ligne)
- Gaston Du Boscq de Beaumont, La Garde wallonne (1702-1822) : Officiers français au service de l'Espagne, Conseil héraldique de France, 1904, 152 p. (lire en ligne)
- Colonel Guillaume, Histoire des gardes wallones au service d'Espagne, Bruxelles, F. Parent, 1858 (lire en ligne)
- Marquis de Maffei, Mémoires du marquis de Maffei, Lieutenant-Général des Troupes de l'Electeur de Bavière, & ensuite de celles de l'Empereur., vol. 2, Jean Neaulne (Paris), 1740 (lire en ligne).
- Catalogue de la librairie bruxelloise The Romantic Agony, vente publique des 28 et 29 avril 2017, lot 1090, page 287, Livre des Gardes walonn[e]s avec les noms et les destinées des officiers... Manuscrit exécuté par ou pour C. Colins